# Lidia Burzyńska
Lidia Ewa Burzyńska z domu Bugała (ur. 27 sierpnia 1964 w Rzekach Wielkich) – polska polityk, nauczycielka i samorządowiec, posłanka na Sejm VIII, IX i X kadencji (od 2015).

## Życiorys
Ukończyła w 1990 historię na Uniwersytecie Śląskim w Katowicach, a także studia podyplomowe w zakresie fizyki z informatyką w Wyższej Szkole Pedagogicznej w Częstochowie (1999), z zakresu  zarządzania oświatą w Wyższej Szkole Zarządzania i Przedsiębiorczości w Kaliszu (2001) oraz z oligofrenopedagogiki w Regionalnym Ośrodku Doskonalenia Nauczycieli „WOM”. Pracowała jako nauczycielka historii w Rzekach Wielkich, w latach 1991–1992 była dyrektorką tamtejszej szkoły podstawowej. W 1992 objęła stanowisko dyrektorki w szkole podstawowej w Skrzydlowie, po reformie oświatowej została dyrektorką zespołu szkół obejmującego również gimnazjum.
W latach 1994–1998 była radną gminy Kłomnice. W 1998 i 2002 bezskutecznie ubiegała się o mandat radnej powiatu częstochowskiego (odpowiednio z listy Akcji Wyborczej Solidarność i lokalnego komitetu). Od 2006 przez dwie kadencje zasiadała w tym gremium, w 2014 nie uzyskała reelekcji.
W 2011 bezskutecznie ubiegała się o mandat poselski. W wyborach w 2015 ponownie kandydowała do Sejmu w okręgu częstochowskim. Została wybrana na posłankę VIII kadencji, otrzymując 9760 głosów. W wyborach w 2019 z powodzeniem ubiegała się o poselską reelekcję, uzyskując 24 672 głosy. W wyborach w 2023 po raz trzeci z rzędu uzyskała mandat poselski z wynikiem 49 713 głosów. W Sejmie X kadencji zasiada w Komisji Edukacji, Nauki i Młodzieży oraz Komisji Łączności z Polakami za Granicą.

## Wyniki w wyborach ogólnopolskich
| Wybory | Komitet wyborczy   | Komitet wyborczy       | Organ             | Okręg | Wynik        |
| ------ | ------------------ | ---------------------- | ----------------- | ----- | ------------ |
| 2011   |                    | Prawo i Sprawiedliwość | Sejm VII kadencji | nr 28 | 2637 (1,17%) |
| 2015   | Sejm VIII kadencji | Prawo i Sprawiedliwość | 9760 (4,12%)      | nr 28 |              |
| 2019   | Sejm IX kadencji   | Prawo i Sprawiedliwość | 24 672 (8,67%)    | nr 28 |              |
| 2023   | Sejm X kadencji    | Prawo i Sprawiedliwość | 49 713 (15,35%)   | nr 28 |              |

## Życie prywatne
Lidia Burzyńska jest wdową, ma córkę i syna.